# Baccarat (település)
Baccarat település Franciaországban, Meurthe-et-Moselle megyében. Lakosainak száma 4107 fő (2022. január 1.). Baccarat Gélacourt, Azerailles, Bertrichamps, Deneuvre, Glonville, Lachapelle és Merviller községekkel határos.

## Népesség
A település népességének változása:
| Lakosok száma | 5856 | 5433 | 5022 | 4671 | 4440 | 4540 | 4330 | 4192 | 4160 | 4107 |
|               | 1968 | 1982 | 1990 | 2006 | 2013 | 2015 | 2017 | 2019 | 2020 | 2022 |

## Híres személyek
- François Gény (1861–1959) jogász
- Michel-Auguste Colle (1872–1949) festőművész
- Maurice Jaubert (1900–1940) zeneszerző
- André Thirion (1907–2001) politikai aktivista, szürrealista író
- Jean-Michel Bertrand (1943–2008) politikus, parlamenti képviselő